# Simon Labouyrie
Pas d'image ? Cliquez ici

a Compétitions nationales et continentales officielles uniquement.

Dernière mise à jour le 18 mai 2024.
Simon Labouyrie, né le 15 octobre 1991 à Ondres, est un joueur français de rugby à XV qui évolue au poste de talonneur.

## Biographie
Né à Ondres et formé à l'AS Ondres, Simon Labouyrie rejoint en 2007 le centre de formation du Biarritz olympique en compagnie de son ami Yann Lesgourgues. Non retenu après quatre saisons, il intègre celui de l'Aviron bayonnais en 2011. Durant ses années de formation, il remporte le championnat de France Reichel en 2012.
Alors qu'il est le quatrième choix dans la hiérarchie des talonneurs de l'équipe première de la saison 2014-2015, il profite de l'occasion ouverte par les blessures à son poste pour disputer ses premières rencontres professionnelles dès le début du championnat ; il joue ainsi son premier match contre le RC Toulon à domicile, en tant que remplaçant, le 15 août,. Il se révèle plus particulièrement lors de sa deuxième saison, ce qui le conduit à une prolongation de contrat de deux saisons dès le mois de février 2016. Considéré comme le « troisième » talonneur pour les deux saisons suivantes, il est peu souvent titularisé,,.
Après un premier départ avorté vers le SU Agen à l'intersaison 2017, Labouyrie n'est pas reconduit à l'issue de la saison 2017-2018, et figure alors dans la liste de Provale des joueurs au chômage,. Son arrivée chez l'Union sportive dacquoise voisine, tout juste reléguée en Fédérale 1, est alors annoncée. Vers le milieu du mois de novembre, il fait jouer sa clause libératoire lui permettant de rejoindre un club professionnel en cours de saison, et s'engage avec l'US bressane en tant que joker médical.
Non conservé par le club de l'Ain ne s'étant pas maintenu en Pro D2, et alors que son retour à l'US Dax est pressenti l'année suivante, Labouyrie retourne bien en Fédérale 1 mais s'engage avec le RC Hyères Carqueiranne La Crau avant de prolonger son contrat l'année suivante ; ces deux saisons sont néanmoins perturbées par la pandémie de Covid-19.
Après de premiers contacts avec l'Anglet ORC, toujours en Fédérale 1, il est finalement contacté par le Stade montois, évoluant alors en Pro D2 ; en rejoignant les Landes, il fait ainsi son retour en division professionnelle et participe à la bonne saison des jaune et noir. En fin de contrat au terme de la saison 2023-2024, son aventure avec le club n'est pas reconduite.
Il s'engage par la suite en Gironde voisine avec l'Union sportive de Salles, pensionnaire de Nationale 2.

## Palmarès
- Coupe Frantz-Reichel :
  - Champion : 2012 avec l'Aviron bayonnais.
- Championnat de France de 2e division :
  - Vice-champion : 2016 avec l'Aviron bayonnais.